# St-Pierre (Luxeuil-les-Bains)

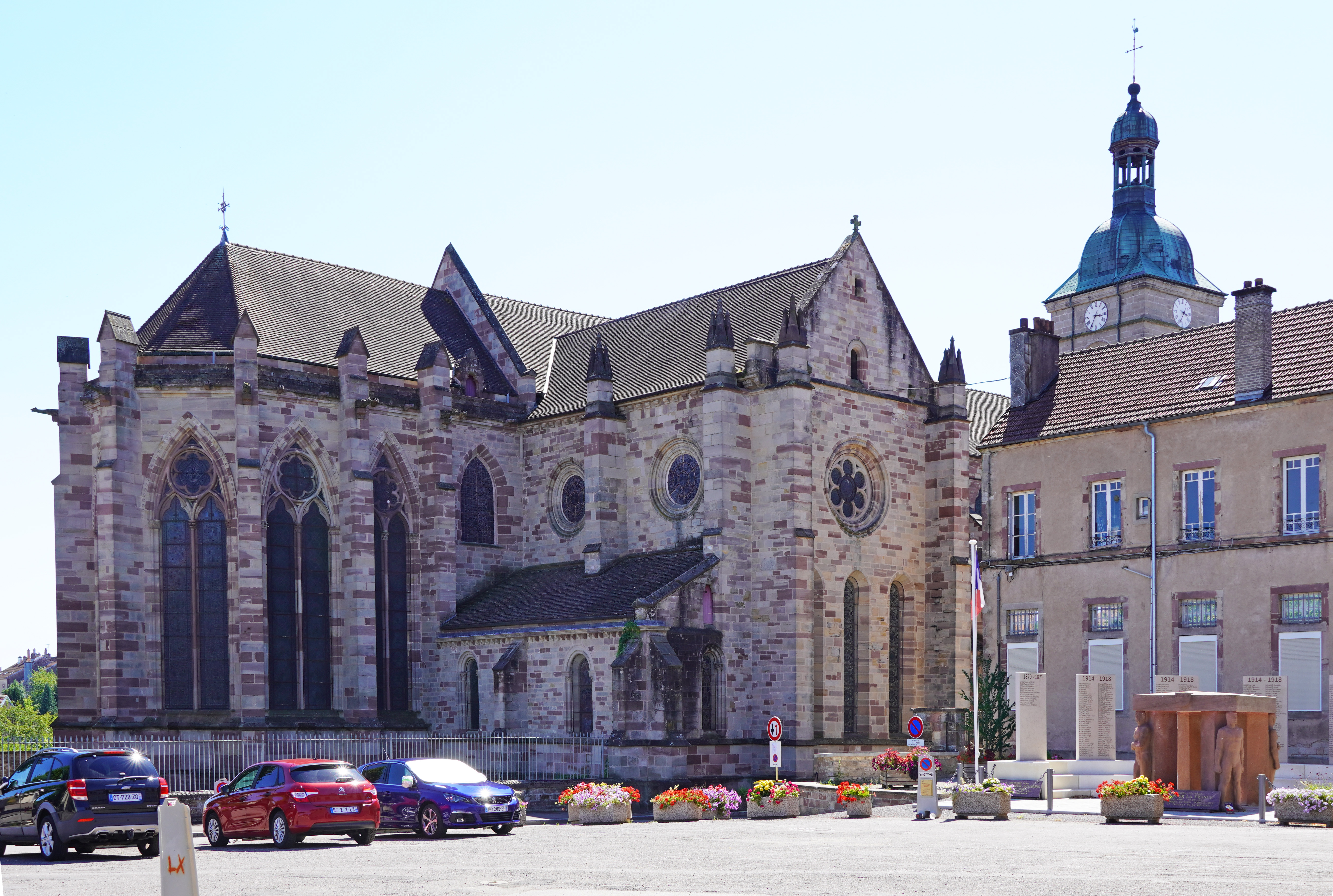
Basilika Saint Pierre

Die Basilika St-Pierre ist eine römisch-katholische Kirche in der französischen Stadt Luxeuil-les-Bains in der Region Bourgogne-Franche-Comté. Die Pfarrkirche des Erzbistums Besançon ist den Aposteln Peter und Paul gewidmet und hat den Rang einer Basilica minor. Die Basilika wurde im 13. und 14. Jahrhundert als Abteikirche des Klosters St-Colomban im Stil der Gotik erbaut und ist fast vollständig in ihrem ursprünglichen Zustand erhalten geblieben.

## Geschichte

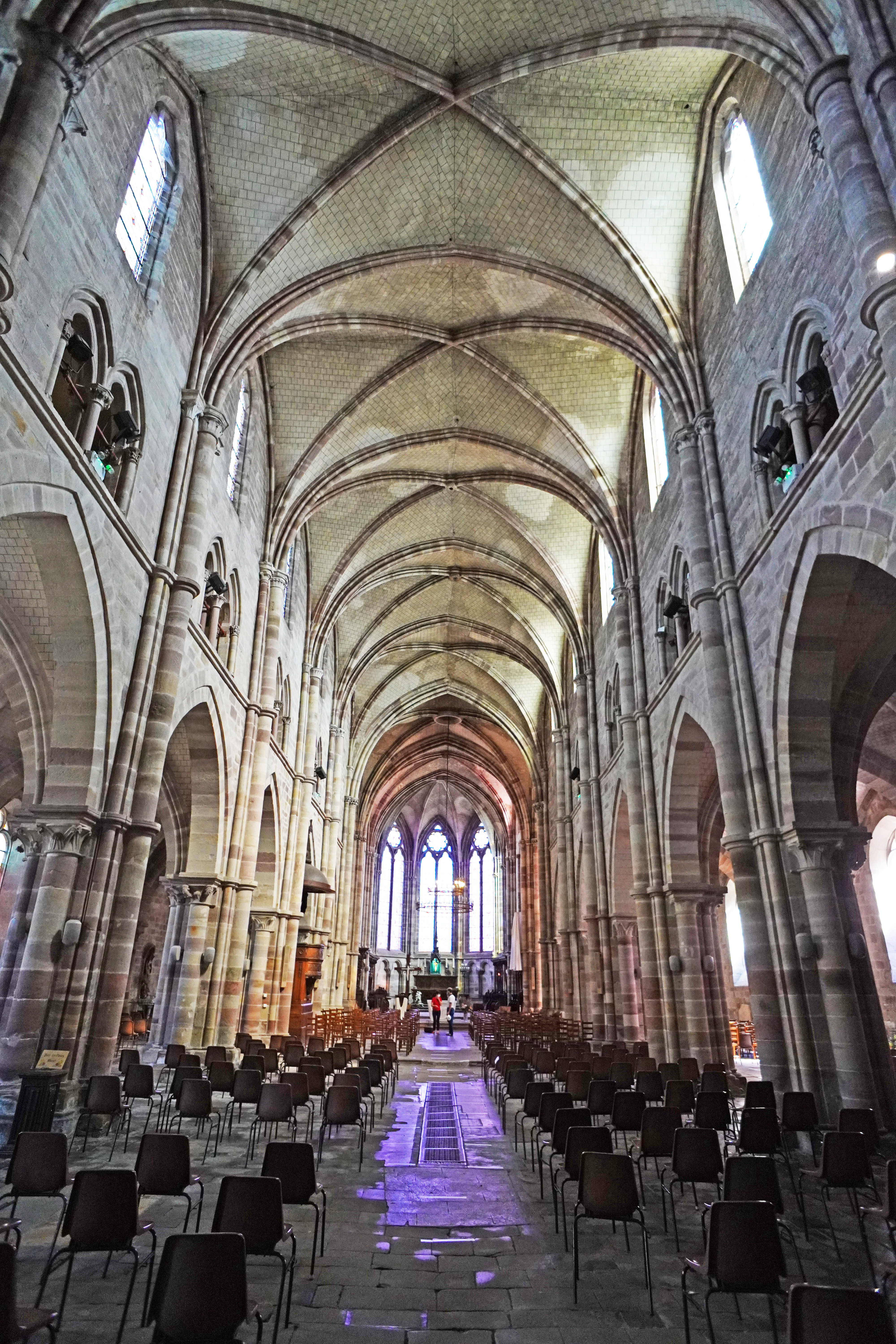
Innenraum der Kirche

Nach Gründung des Klosters 590 durch St. Colomban wurden mehrere Abteikirchen errichtet. Hugues de Faucogney begann 1215 mit dem Bau der heutigen, vierten Kirche. Dieser erfolgte auf den Fundamenten eines Vorgängerbaus aus dem 10. Jahrhundert, der 1201 von Richard de Montbéliard niedergebrannt worden war. Unter Abt Eudes de Charenton wurde sie 1330 fertiggestellt und 1340 geweiht. Nach Auflösung der Abtei während der französischen Revolution wurde die Kirche 1801 wieder für Gottesdienste genutzt und 1830 zur Pfarrkirche. Die seit 1846 denkmalgeschützte Kirche wurde in den 1860er Jahren wurde, nachdem sie sich während des Besuchs von Napoleon III. in einem verwahrlosten Zustand befand, unter der Leitung von Eugène Viollet-le-Duc vollständig restauriert. Im Jahr 1925 wurde die Kirche durch Papst Pius XI. in den Rang einer Basilica minor erhoben.

## Architektur
Die dreischiffige Basilika hat einen kreuzförmigen Grundriss, der Chor hat einen Fünfachtelschluss. Das Kreuzrippengewölbe ragt 18 Meter hoch. Ihre Architektur ist überwiegend gotisch, mit Ausnahme des linken Portals sowie des Glockenturms der Comté, die beide im klassizistischen Stil erbaut wurden und zeitgleich mit dem Abteipalast entstanden sind. Der Glockenturm enthält vier Glocken, zu denen die größte der Haute-Saône mit 3.563 kg gehört. Für seinen Bau wurde rosafarbener Sandstein aus den Vogesen verwendet.

## Ausstattung
Bedeutendster Teil der Kirchenausstattung sind der barocken Orgelprospekt aus dem 17. Jahrhundert und die aus Notre-Dame in Paris stammende Kanzel von 1806. Weiterhin sind eine auf einem steinernen Tisch liegende Christusskulptur aus dem 16. Jahrhundert und der neugotische Reliquienschrein des hl. Columban sehenswert. Das Chorgestühl stammt aus dem 16. Jahrhundert. Sechs Reihen von Glasfenstern erzählen das Leben der 44 Heiligen der Abtei. Mehrere Kapellen sind mit Mosaiken von Henri Bichi geschmückt.

## Orgel

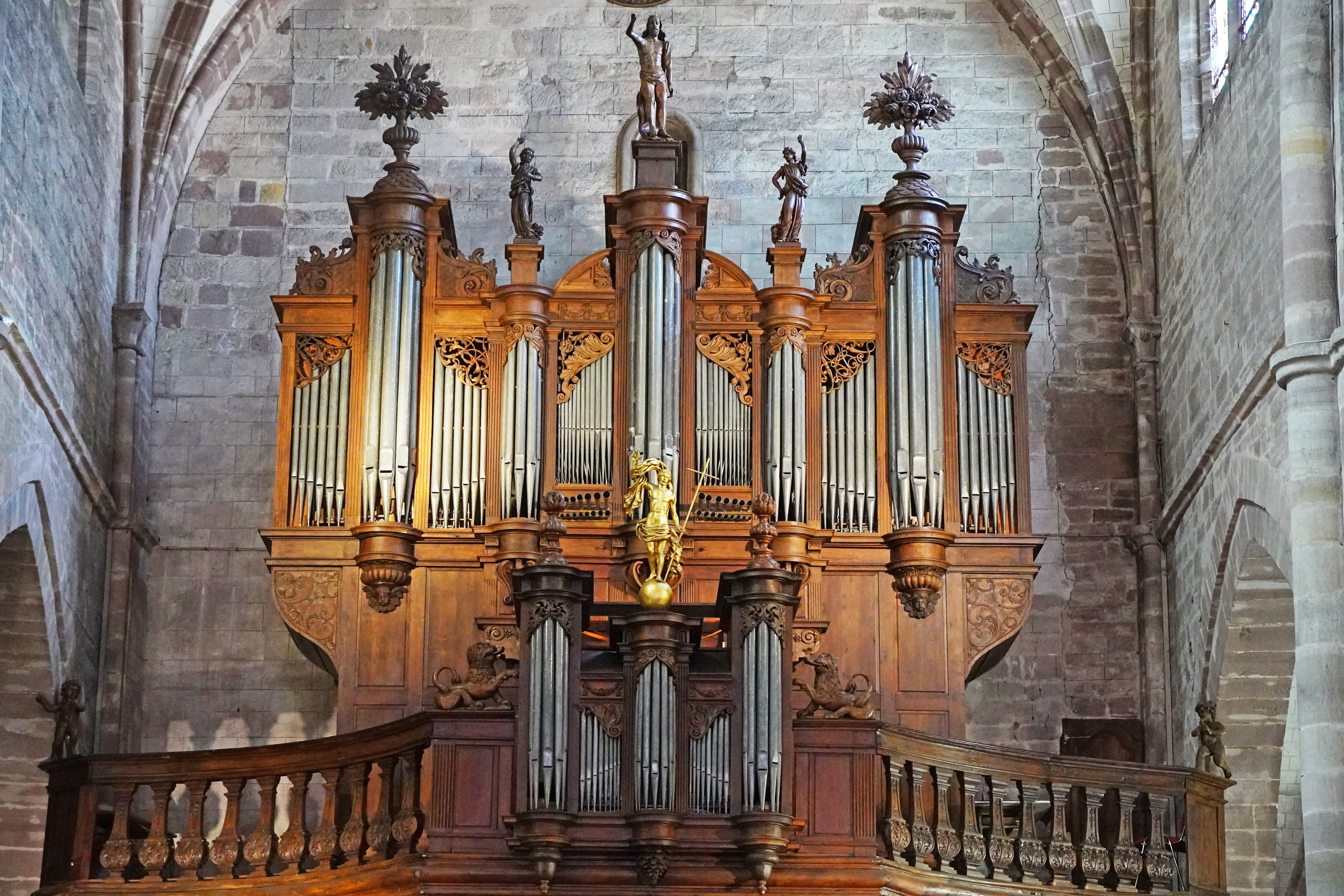
Orgel

Die 1617 erbaute und 1685 erweiterte Orgel gehört zu den ältesten der Franche-Comté. Der Prospekt ist ein imposantes Werk aus Eichenholz und wird von einem Atlas getragen, der auf dem Boden ruht. Die durch Atlanten getrennte Felder sind mit Medaillons verziert: in der Mitte Christus, der dem heiligen Petrus in Begleitung des heiligen Paulus die Schlüssel übergibt; rechts die heilige Cäcilie, die die Orgel spielt und Schutzpatronin der Musiker ist, und links König David, der die Harfe spielt. Die Orgel mit 44 Registern, bespielt durch vier Manuale und Pedal, wurde von 1974 bis 1980 durch die Orgelbauer Jean Deloye und Philippe Hartmann rekonstruiert. Das Instrument wurde zweimal unter Denkmalschutz gestellt: 1846 für das Gehäuse und 1972 für den Instrumententeil.

### Aufnahmen
- René Saorgin: Orgelbüchlein von Johann Sebastian Bach (1983)

## Sie auch
- Kloster Luxeuil